# De Tijd (Niederlande)
De Tijd (Die Zeit) war eine überregionale niederländische Tageszeitung mit Redaktionssitz in Amsterdam.

## Geschichte

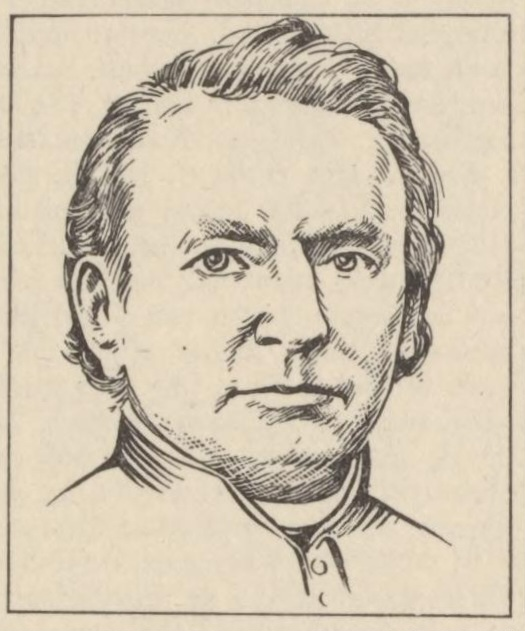
Gründer Judocus Smits

Die erste Ausgabe der Tijd erschien am 17. Juni 1845. Zunächst in ’s-Hertogenbosch ansässig, erschien sie vorerst dreimal wöchentlich und zog 1846 nach Amsterdam um. 1848 wurde sie zeitweise, ein Jahr später endgültig eine Tageszeitung. Als katholisches Blatt konkurrierte De Tijd hauptsächlich mit De Maasbode und Het Spectrum, konnte jedoch kurz vor dem Zweiten Weltkrieg als bisherigen Rekordwert lediglich eine Auflage von ca. 10.000 Exemplaren vorweisen.
1941 profitierte De Tijd durch das durch die deutschen Besatzer verhängte Verbot des Maasbode. Ursache für dieses Verbot war vor allem der Erlass der katholischen Bischöfe, den Mitgliedern der niederländischen Nationalsozialisten NSB die Sakramente vorzuenthalten. Die Auflage stieg nun bis auf über 80.000 Exemplare im Jahr 1943, in der letzten Kriegsphase musste die Zeitung jedoch schrittweise auf eine wöchentliche Erscheinungsweise umstellen.
Nach dem Krieg ging die Auflage der Zeitung zunächst auf etwa die Hälfte zurück, erfuhr dann jedoch einen leichten Aufwärtstrend. 1959 wurde De Maasbode übernommen. Dieser hatte bereits 1931 seinerseits eine Übernahme der Tijd unter Dach und Fach gebracht, diese wurde aber anschließend nach dem Einsatz von 350 katholischen Honoratioren für eine eigenständige Tijd abgeblasen. Die Zeitung hieß nun De Tijd-Maasbode, änderte allerdings Ende 1965 wieder den Namen auf die alte Kurzform. Lediglich in Rotterdam (Redaktionssitz des Maasbode) und Umgebung wurde bis 1972 der zusammengesetzte Name behalten.
Ende 1965 wurde Joop Lücker, der sich bei de Volkskrant einen legendären Ruf erworben hatte, jedoch 1964 dort gehen musste, zweiter Chefredakteur der Zeitung. Obwohl sich die Auflage von 1966 bis 1968 auf den bisherigen Rekordwert von über 100.000 Exemplaren verdoppelte, konnte er nicht verhindern, dass sich die Lage anschließend zuungunsten der Zeitung entwickelte. Die Erfolge konnten nicht darüber hinwegtäuschen, dass eine ganze Reihe anderer Zeitungen vor De Tijd lagen. Das Ende der Versäulung der Niederlande bedeutete, dass katholische Zeitungen entweder ihren religiösen Hintergrund aufgaben oder vom Markt verschwanden. Nachdem Lücker zum Ende des Jahres 1972 wieder das Feld geräumt hatte, sah man schließlich für De Tijd als Tageszeitung kein Land mehr, worauf sie 1974 auf eine wöchentliche Erscheinungsweise umgestellt wurde.
1990 fusionierte De Tijd mit dem HP Magazine (früher Haagsche Post) zur politischen Wochenzeitschrift HP/De Tijd, die bis heute erscheint. Somit besteht keinerlei Verbindung mehr zu den Ursprüngen als katholische Tageszeitung.

## Sonstiges
Mit Tine Laudy war von 1925 bis 1933 der erste weibliche Korrespondent der Niederlande in Berlin.

## Auflagen und Chefredakteure
| Jahr       | Auflage | Jahr | Auflage |
| ---------- | ------- | ---- | ------- |
| 1851       | 100     | 1940 | 10.447  |
| 1882       | 2.000   | 1943 | 81.434  |
| 1892/ 1893 | 2.000   | 1944 | 72.454  |
| 1910/ 1911 | 4.300   | 1945 | 68.879  |
| 1912/ 1913 | 5.300   | 1947 | 38.000  |
| 1914/ 1915 | 5.000   | 1950 | 37.500  |
| 1924/ 1925 | 6.700   | 1955 | 46.814  |
| 1929/ 1930 | 6.000   | 1960 | 53.299  |
| 1937       | 6.000   | 1966 | 58.952  |
| 1939       | 10.028  | 1968 | 101.528 |
|            |         | 1970 | 94.200  |

| Chefredakteure seit 1937                            | Chefredakteure seit 1937 |
| --------------------------------------------------- | ------------------------ |
| L.G.A. Schlichting                                  | 1937–1946                |
| P.A. Kerstens                                       | 1946–1947                |
| J. Derks                                            | 1947–1952                |
| H.C.A.J. baron van Lamsweerde W.A.M. van der Kallen | 1952–1965                |
| A.J. Cuppen J.M. Lücker                             | 1965–1972                |
| A.J. Cuppen                                         | 1973                     |
| Arie Kuiper (Wochenzeitung)                         | 1974–1990                |

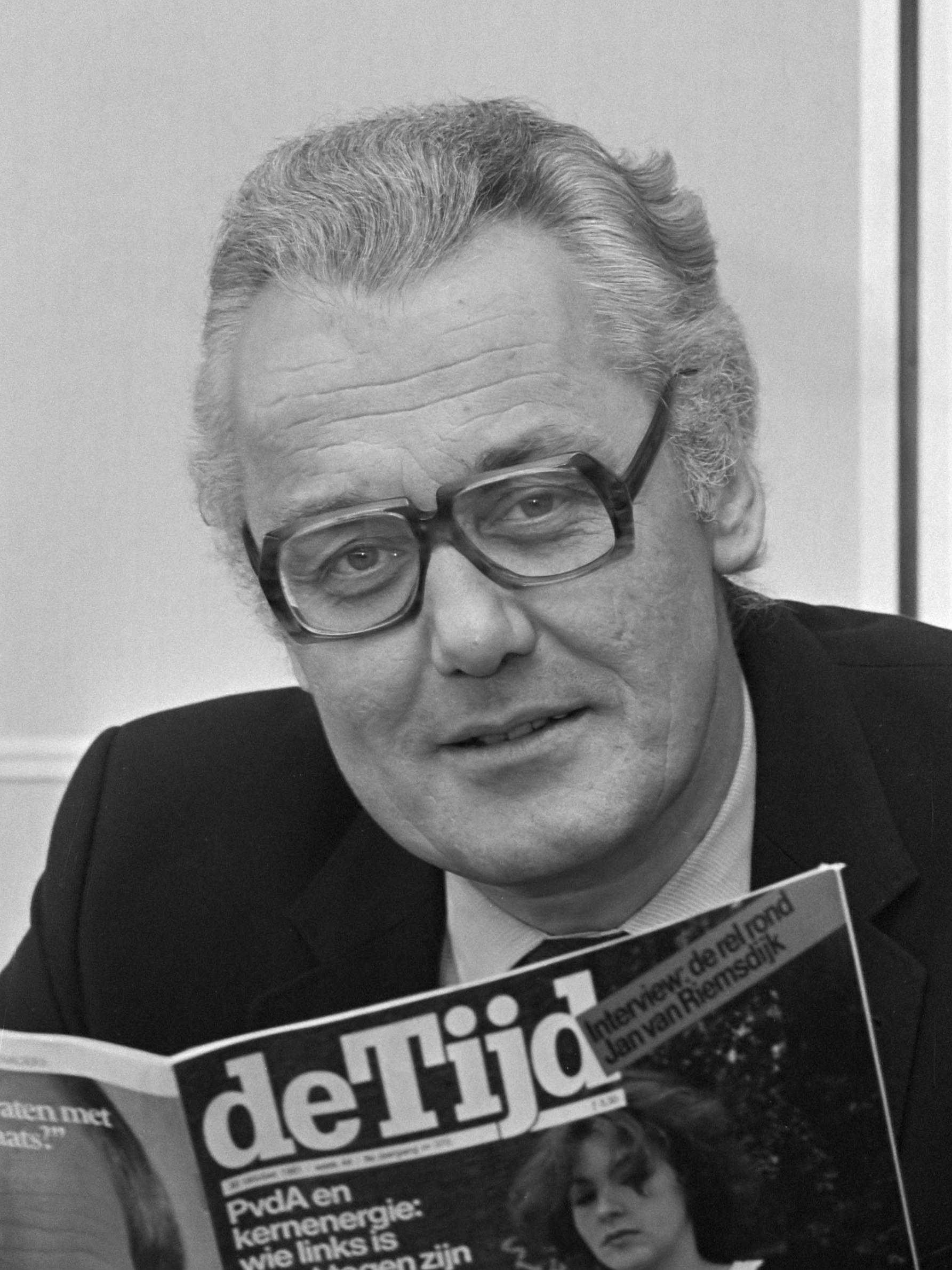
Chefredakteur Arie Kuiper mit der Wochenzeitung De Tijd, 1981

Anmerkung: Für 1965 ist keine Quelle vorhanden.